# Journal of Documentation
Journal of Documentation (1945-  ) és una revista acadèmica, arbitrada amb sistema doble-cec, que cobreix el camp científic de la informació i documentació. Publica treballs de recerca empírica o experimental, així com treballs teòrics sobre conceptes, models, marcs, i aproximacions epistemològiques sobre la disciplina.
Journal of Documentation cobreix els àmbits professionals o acadèmics relacionats amb el fenomen de la informació registrada, tal com la publicació va manifestar en el primer número publicat: "The Oxford English dictionary defines a document as 'something written which furnishes evidence or information upon any subject', and documentation as the 'preparation or use of documentary evidence and authorities'. In other words, anything in which knowledge is recorded is a document, and documentation is any process which serves to make a document available to the seeker after knowledge. This process will be the chief concern of the Journal of documentation." Entre d'altres, i a banda de biblioteconomia, informació i documentació, podríem esmentar: gestió del coneixement, organització del coneixement, comportament informacional, recuperació d'informació, i alfabetització digital.
S'adreça principalment a una audiència formada per professors, investigadors i professionals relacionats amb l'avaluació i la innovació. Va començar a publicar-se el 1945 i des de l'any 2000 es publica cada dos mesos. Actualment l'editor en cap és David Bawden (City University London) i l'empresa editoria és Emerald Group Publishing.